# 松口镇
松口镇是中国广东省梅州市梅县区下辖的一个镇，地处梅县区东北部，自松口、松东、松南三镇合并后，成为梅县区第一大镇，总面积328.6平方公里，辖41个行政村和5个居民委员会，常住居民人口6.9万人。松口镇，粤东北的千年古镇，曾拥有广东内河港第二大港口，是周边乡镇商贸的重要集散地。松口镇，作为客家先民由闽迁粤的始居地之一，客家文化十分浓厚，享有文化之乡、华侨之乡、山歌之乡的美誉。2002年全镇工农业总产值4.37亿元。

## 行政区划
现辖：
繁荣社区、光明社区、爱群社区、松南圩镇社区、松东圩镇社区、镇郊村、大塘村、大力村、石盘村、寺坑村、下坪村、到车村、梅教村、盘龙村、洋坑村、山口村、泰东村、车田村、大涧村、官坪村、铜琶村、松郊村、蓬下村、南下村、南上村、圳头村、大黄村、小黄村、横东村、横西村、梓育村、德化村、四社村、径寨村、蓬上村、桃宝村、介溪村、中江村、涧田村、富坑村、下井村、中井村、上井村、三塔村、上畲村和中畲村。

## 中国传统村落
2013年8月，铜琶村被评为第二批中国传统村落。